# Ralf Åkesson
Pour les articles homonymes, voir Åkesson (homonymie).
Ralf Åkesson est un joueur d'échecs suédois né le 8 février 1961.
Au 1er novembre 2022, Ralf Åkesson est le 32e joueur suédois avec un classement Elo de 2 401 points.

## Biographie et carrière
Champion de Suède en 1985 et 1999, Ralf Åkesson a représenté la Suède lors de trois olympiades (de 1996 à 2000) de deux championnats d'Europe par équipes (en 1997 et 1999).
Ralf Åkesson a remporté :
- le Championnat d'Europe junior 1980-1981 ;
- la Rilton Cup en 1982-1983 et 2003-2004 ;
- le grand prix Ostsee en 1997 ;
- Gausdal, Troll Masters en janvier 2001 avec 7 points sur 9[3] ;
- Gausdal, groupe A en 2001 avec 8 points sur 9[4] ;
- Gausdal, groupe B en 2005[5] ;
- l'open du  mémorial Marx György  à Paks en 2005[6].

Il finit 1er-7e ex æquo de l'open de Vienne en août 2013.
Il a le titre de maître international senior d'échecs par correspondance depuis 2004.
Lors du Championnat du monde de la Fédération internationale des échecs 1999 disputé à Las Vegas, il fut éliminé au premier tour par Tony Miles (1,5 à 2,5).